# Blizanci (Bośnia i Hercegowina)
Blizanci (cyr. Близанци) – wieś w Bośni i Hercegowinie, w Republice Serbskiej, w mieście Sarajewo Wschodnie, w gminie Istočni Stari Grad. W 2013 roku liczyła 4 mieszkańców.